# Капелла (башня)
Башня Капелла (англ. Capella Tower) — офисный небоскрёб, расположенный по адресу: 225, 6-я Южная улица, Миннеаполис, Миннесота, США. Является вторым по высоте зданием города, также вторым по этому показателю в штате и 65-м в США. Построен в стиле постмодернизма.

## История, описание
С момента постройки до 1997 года небоскрёб носил название First Bank Place, затем, до начала 2002 года — US Bancorp Place, затем, до марта 2009 года — 225 South Sixth, и лишь потом получил нынешнее название — Башня Капелла. Прошение о последнем переименовании подал давний арендатор многих офисов здания Capella Education Company. До 2015 года эта компания арендовала 14,5 % офисов, с 2015 года эта цифра выросла до 28,6 %.

Полукруглая «корона» здания, конструктивно предназначенная для защиты его антенн и других коммуникационных объектов, расположенных на крыше, от солнца, ночью ярко подсвечивается и видна за многие километры.

Форма здания и планировка этажей сильно изменяется с 15-го, 27-го и 45-го этажей.

Под офисы отдано 53 нижних этажа, последние три являются техническими служебными.

Башня Капелла связана прямым воздушным сообщением с другими небоскрёбами города: Ameriprise Financial Center, The Grand Hotel Minneapolis, Northstar East и U. S. Bank Plaza.
В связи с разными способами подсчёта, Капелла постоянно оспаривает своё место в списке самых высоких зданий города и штата, утверждая, что она выше IDS Center.
Основные параметры
- Строительство — с 1989 года по октябрь 1992
- Высота — 236,5 м (максимальная), 223,1 м (крыша), 210,9 м (потолок верхнего этажа). Высота «от пола до пола» — 3,96 м, «от пола до потолка» — 2,74 м
- Длина и ширина — по 48 м (несмотря на «квадратность» основания, фундамент небоскрёба выполнен в форме буквы L)
- Полезная площадь — 130 064 м² (1 400 000 квадратных футов)[2]
- Этажность — 56 надземных и 4 подземных
- Количество лифтов — 33 + 2 эскалатора
- Архитектор — Джеймс Инго Фрид[англ.] из бюро Pei Cobb Freed & Partners[англ.]